# NK Brnaze
NK Brnaze nogometni je klub iz Brnaza.
Nogometni klub Brnaze okuplja 50-ak igrača u nekoliko uzrasnih kategorija. Trenutačno nemaju aktivne seniore.